# Whites Landing (Ohio)
Whites Landing é um lugar designado pelo censo localizado no condado de Erie no estado estadounidense de Ohio. No Censo de 2010 tinha uma população de 375 habitantes e uma densidade populacional de 492,48 pessoas por km².

## Geografia
Whites Landing encontra-se localizado nas coordenadas 41° 25′ 51″ N, 82° 53′ 41″ O. Segundo o Departamento do Censo dos Estados Unidos, Whites Landing tem uma superfície total de 0.76 km², da qual 0.76 km² correspondem a terra firme e (0.34%) 0 km² é água.

## Demografia
Segundo o censo de 2010, tinha 375 pessoas residindo em Whites Landing. A densidade populacional era de 492,48 hab./km². Dos 375 habitantes, Whites Landing estava composto pelo 93.87% brancos, 0.8% eram afroamericanos, 2.13% eram amerindios, 0.27% eram asiáticos, 0.27% eram insulares do Pacífico, 0% eram de outras raças e o 2.67% pertenciam a duas ou mais raças. Do total da população 2.4% eram hispanos ou latinos de qualquer raça.